# Europaspiele 2023/Boxen
Bei den Europaspielen 2023 wurden 13 Wettbewerbe im Boxen ausgetragen. Die Wettbewerbe dienten gleichzeitig als Qualifikation für die Olympischen Sommerspiele 2024.

## Bilanz

### Medaillenspiegel
| Platz  | Land           | Gold | Silber | Bronze | Gesamt |
| ------ | -------------- | ---- | ------ | ------ | ------ |
| 1      | Frankreich     | 3    | 2      | 2      | 7      |
| 2      | Türkei         | 2    | 1      | 3      | 6      |
| 3      | Irland         | 2    | 1      | 2      | 5      |
| 4      | Bulgarien      | 2    | 1      | 1      | 4      |
| 5      | Italien        | 1    | —      | 4      | 5      |
| 6      | Großbritannien | 1    | —      | 3      | 4      |
| 7      | Dänemark       | 1    | —      | —      | 1      |
| 7      | Ukraine        | 1    | —      | —      | 1      |
| 9      | Serbien        | —    | 2      | —      | 2      |
| 10     | Spanien        | —    | 1      | 2      | 3      |
| 11     | Aserbaidschan  | —    | 1      | 1      | 2      |
| 11     | Belgien        | —    | 1      | 1      | 2      |
| 13     | Georgien       | —    | 1      | —      | 1      |
| 13     | Kroatien       | —    | 1      | —      | 1      |
| 13     | Rumänien       | —    | 1      | —      | 1      |
| 16     | Deutschland    | —    | —      | 2      | 2      |
| 16     | Polen          | —    | —      | 2      | 2      |
| 16     | Ungarn         | —    | —      | 2      | 2      |
| 19     | Schweden       | —    | —      | 1      | 1      |
| Gesamt | Gesamt         | 13   | 13     | 26     | 52     |

### Medaillengewinner
Männer
| Disziplin                       | Gold                       | Silber                    | Bronze                               | Quotenplätze Paris 2024 |
| ------------------------------- | -------------------------- | ------------------------- | ------------------------------------ | ----------------------- |
| Fliegengewicht (bis 51 kg)      | Billal Bennama (FRA)       | Samet Gümüş (TUR)         | Kiaran MacDonald (GBR)               | 2                       |
| Fliegengewicht (bis 51 kg)      | Billal Bennama (FRA)       | Samet Gümüş (TUR)         | Federico Serra (ITA)                 | 2                       |
| Federgewicht (bis 57 kg)        | Javier Ibáñez (BUL)        | José Quiles (ESP)         | Nebil Ibrahim (SWE)                  | 4                       |
| Federgewicht (bis 57 kg)        | Javier Ibáñez (BUL)        | José Quiles (ESP)         | Vasile Usturoi (BEL)                 | 4                       |
| Halbweltergewicht (bis 63,5 kg) | Sofiane Oumiha (FRA)       | Lasha Guruli (GEO)        | Dean Clancy (IRL)                    | 4                       |
| Halbweltergewicht (bis 63,5 kg) | Sofiane Oumiha (FRA)       | Lasha Guruli (GEO)        | Richárd Kovács (HUN)                 | 4                       |
| Halbmittelgewicht (bis 71 kg)   | Nikolai Terterjan (DEN)    | Wahid Abbasow (SRB)       | Tuğrulhan Erdemir (TUR)              | 4                       |
| Halbmittelgewicht (bis 71 kg)   | Nikolai Terterjan (DEN)    | Wahid Abbasow (SRB)       | Makan Traoré (FRA)                   | 4                       |
| Halbschwergewicht (bis 80 kg)   | Oleksandr Chyschnjak (UKR) | Gabrijel Veočić (CRO)     | Salvatore Cavallaro (ITA)            | 4                       |
| Halbschwergewicht (bis 80 kg)   | Oleksandr Chyschnjak (UKR) | Gabrijel Veočić (CRO)     | Murad Allahverdiyev (AZE)            | 4                       |
| Schwergewicht (bis 92 kg)       | Aziz Mouhiidine (ITA)      | Jack Marley (IRL)         | Mateusz Bereźnicki (POL)             | 4                       |
| Schwergewicht (bis 92 kg)       | Aziz Mouhiidine (ITA)      | Jack Marley (IRL)         | Enmanuel Reyes (ESP)                 | 4                       |
| Superschwergewicht (ab 92 kg)   | Delicious Orie (GBR)       | Məhəmməd Abdullayev (AZE) | Yordan Alain Hernández Morejón (BUL) | 2                       |
| Superschwergewicht (ab 92 kg)   | Delicious Orie (GBR)       | Məhəmməd Abdullayev (AZE) | Nelvie Tiafack (GER)                 | 2                       |

Frauen
| Disziplin                      | Gold                     | Silber                    | Bronze                    | Quotenplätze Paris 2024 |
| ------------------------------ | ------------------------ | ------------------------- | ------------------------- | ----------------------- |
| Halbfliegengewicht (bis 50 kg) | Buse Naz Çakıroğlu (TUR) | Wassila Lkhadiri (FRA)    | Giordana Sorrentino (ITA) | 4                       |
| Halbfliegengewicht (bis 50 kg) | Buse Naz Çakıroğlu (TUR) | Wassila Lkhadiri (FRA)    | Laura Fuertes (ESP)       | 4                       |
| Bantamgewicht (bis 54 kg)      | Stanimira Petrowa (BUL)  | Lăcrămioara Perijoc (ROU) | Hatice Akbaş (TUR)        | 4                       |
| Bantamgewicht (bis 54 kg)      | Stanimira Petrowa (BUL)  | Lăcrămioara Perijoc (ROU) | Charley Davison (GBR)     | 4                       |
| Federgewicht (bis 57 kg)       | Amina Zidani (FRA)       | Swetlana Stanewa (BUL)    | Irma Testa (ITA)          | 4                       |
| Federgewicht (bis 57 kg)       | Amina Zidani (FRA)       | Swetlana Stanewa (BUL)    | Michaela Walsh (IRL)      | 4                       |
| Leichtgewicht (bis 60 kg)      | Kellie Harrington (IRL)  | Natalia Shadrina (SRB)    | Gizem Özer (TUR)          | 4                       |
| Leichtgewicht (bis 60 kg)      | Kellie Harrington (IRL)  | Natalia Shadrina (SRB)    | Estelle Mossely (FRA)     | 4                       |
| Weltergewicht (bis 66 kg)      | Busenaz Sürmeneli (TUR)  | Oshin Derieuw (BEL)       | Rosie Eccles (GBR)        | 4                       |
| Weltergewicht (bis 66 kg)      | Busenaz Sürmeneli (TUR)  | Oshin Derieuw (BEL)       | Luca Anna Hámori (HUN)    | 4                       |
| Mittelgewicht (bis 75 kg)      | Aoife O’Rourke (IRL)     | Davina Michel (FRA)       | Irina Schönberger (GER)   | 2                       |
| Mittelgewicht (bis 75 kg)      | Aoife O’Rourke (IRL)     | Davina Michel (FRA)       | Elżbieta Wójcik (POL)     | 2                       |